# 22e cérémonie des Satellite Awards
La 22e cérémonie des Satellite Awards, décernés par l'International Press Academy, a lieu le 10 février 2018 pour récompenser les films et séries télévisées produits en 2017.
Les nominations ont été annoncées le 28 novembre 2017

## Palmarès

### Cinéma

#### Meilleur film
- Three Billboards : Les Panneaux de la vengeance (Three Billboards Outside Ebbing, Missouri) (major)
- Seule la Terre (God's Own Country) (indépendant)
  - The Big Sick
  - Call Me by Your Name
  - Dunkerque (Dunkirk)
  - Get Out
  - Moi, Tonya (I, Tonya)
  - Lady Bird
  - Mudbound
  - La Forme de l'eau (The Shape of Water)

#### Meilleur réalisateur
- Jordan Peele – Get Out
  - Sean Baker – The Florida Project
  - Guillermo del Toro – La Forme de l'eau
  - Greta Gerwig – Lady Bird
  - Christopher Nolan – Dunkerque
  - Dee Rees – Mudbound

#### Meilleur acteur
- Gary Oldman – Les Heures sombres (Darkest Hour) (major)
- Harry Dean Stanton – Lucky (indépendant)
- Daniel Day-Lewis – Phantom Thread
- James Franco – The Disaster Artist
- Jake Gyllenhaal – Stronger
- Robert Pattinson – Good Time
- Jeremy Renner – Wind River

#### Meilleure actrice
- Sally Hawkins – La Forme de l'eau (The Shape of Water) (major)
- Diane Kruger – In the Fade (Aus dem Nichts) (indépendant)
  - Jessica Chastain – Le Grand Jeu (Molly's Game)
  - Judi Dench – Confident royal (Victoria & Abdul)
  - Frances McDormand – Three Billboards : Les Panneaux de la vengeance (Three Billboards Outside Ebbing, Missouri)
  - Margot Robbie – Moi, Tonya (I, Tonya)
  - Saoirse Ronan – Lady Bird
  - Emma Stone – Battle of the Sexes

#### Meilleur acteur dans un second rôle
- Sam Rockwell – Three Billboards : Les Panneaux de la vengeance (Three Billboards Outside Ebbing, Missouri)
  - Willem Dafoe – The Florida Project
  - Armie Hammer – Call Me by Your Name
  - Dustin Hoffman – The Meyerowitz Stories
  - Mark Rylance – Dunkerque (Dunkirk)
  - Michael Shannon – La Forme de l'eau (The Shape of Water)

#### Meilleure actrice dans un second rôle
- Lois Smith – Marjorie Prime
  - Mary J. Blige – Mudbound
  - Holly Hunter – The Big Sick
  - Allison Janney – Moi, Tonya (I, Tonya)
  - Melissa Leo – Novitiate
  - Laurie Metcalf – Lady Bird

#### Meilleure distribution
- Mudbound

#### Meilleur scénario original
- Three Billboards : Les Panneaux de la vengeance (Three Billboards Outside Ebbing, Missouri) – Martin McDonagh
  - Dunkerque (Dunkirk) – Christopher Nolan
  - The Florida Project – Sean Baker et Chris Bergoch
  - Get Out – Jordan Peele
  - Lady Bird – Greta Gerwig
  - La Forme de l'eau (The Shape of Water) – Guillermo del Toro et Vanessa Taylor

#### Meilleur scénario adapté
- The Disaster Artist – Scott Neustadter et Michael H. Weber
  - Call Me by Your Name – James Ivory
  - Le Grand Jeu (Molly's Game) – Aaron Sorkin
  - Confident royal (Victoria & Abdul) – Lee Hall
  - Le Musée des Merveilles (Wonderstruck) – Brian Selznick
  - Wonder Woman – Jason Fuchs et Allan Heinberg

#### Meilleure direction artistique
- La Forme de l'eau (The Shape of Water)
  - Blade Runner 2049
  - Dunkerque (Dunkirk)
  - Downsizing
  - Get Out
  - Phantom Thread

#### Meilleurs costumes
- Phantom Thread – Mark Bridges
  - La Belle et la Bête (Beauty and the Beast) – Jacqueline Durran
  - Les Proies (The Beguiled) – Stacey Battat
  - Dunkerque (Dunkirk) – Jeffrey Kurland
  - Le Crime de l'Orient-Express (Murder on the Orient Express) – Alexandra Byrne
  - Confident royal (Victoria & Abdul) – Consolata Boyle

#### Meilleure photographie
- Blade Runner 2049 – Roger Deakins
  - Les Heures sombres (Darkest Hour) – Bruno Delbonnel
  - Dunkerque (Dunkirk) – Hoyte van Hoytema
  - Lady Bird – Sam Levy
  - La Forme de l'eau (The Shape of Water) – Dan Laustsen
  - Three Billboards : Les Panneaux de la vengeance (Three Billboards Outside Ebbing, Missouri) – Ben Davis

#### Meilleur montage
- La Planète des singes : Suprématie (War for the Planet of the Apes) – William Hoy et Stan Salfas
  - Baby Driver – Jonathan Amos
  - Les Heures sombres (Darkest Hour) – Valerio Bonelli
  - Dunkerque (Dunkirk) – Lee Smith
  - La Forme de l'eau (The Shape of Water) – Sidney Wolinsky
  - Three Billboards : Les Panneaux de la vengeance (Three Billboards Outside Ebbing, Missouri) – Jon Gregory

#### Meilleur son (montage et mixage)
- Dunkerque (Dunkirk)
  - Blade Runner 2049
  - Coco
  - Les Heures sombres (Darkest Hour)
  - Logan
  - La Planète des singes : Suprématie (War for the Planet of the Apes) – Chris Duesterdiek, Will Files, Douglas Murray et Andy Nelson

#### Meilleurs effets visuels
- Blade Runner 2049
  - Alien: Covenant
  - Dunkerque (Dunkirk)
  - La Forme de l'eau (The Shape of Water)
  - La Planète des singes : Suprématie (War for the Planet of the Apes)
  - Wonder Woman

#### Meilleure chanson originale
- Stand Up for Something – Marshall
  - I Don't Wanna Live Forever – Cinquante nuances plus claires (Fifty Shades Darker)
  - It Ain't Fair – Detroit
  - Prayers for This World – Cries from Syria
  - The Promise – La Promesse (The Promise)
  - Truth to Power – Une suite qui dérange (An Inconvenient Sequel: Truth to Power)

#### Meilleure musique de film
- Wonder Woman – Rupert Gregson-Williams
  - Les Heures sombres (Darkest Hour) – Dario Marianelli
  - Dunkerque (Dunkirk) – Hans Zimmer
  - La Forme de l'eau (The Shape of Water) – Alexandre Desplat
  - La Planète des singes : Suprématie (War for the Planet of the Apes) – Michael Giacchino
  - Le Musée des Merveilles (Wonderstruck) – Carter Burwell

#### Meilleur film en langue étrangère
- In the Fade (Aus dem Nichts) -  Allemagne
  - 120 battements par minute -  France
  - L'Ordre divin (Die göttliche Ordnung) -  Suisse
  - D'abord, ils ont tué mon père (មុនដំបូងខ្មែរក្រហមសម្លាប់ប៉ារបស់ខ្ញុំ Moun dambaung Khmer Krahm samleab ba robsa khnhom) -  Cambodge
  - Foxtrot -  Israël
  - Faute d'amour (Нелюбовь) -  Russie
  - The Square -  Suède
  - White Sun (Seto Surya) -  Népal

#### Meilleur film d'animation ou multimédia
- Coco
  - Psiconautas
  - Baby Boss (The Boss Baby)
  - The Breadwinner
  - Cars 3
  - Lego Batman, le film (The Lego Batman Movie)
  - La Passion Van Gogh (Loving Vincent)

#### Meilleur film documentaire
- Chasing Coral
  - City of Ghosts
  - Cries from Syria
  - Ex Libris: The New York Public Library
  - Hell on Earth: The Fall of Syria and the Rise of ISIS
  - Human Flow
  - Icarus
  - Kedi
  - Legion of Brothers

### Télévision
Meilleure série télévisée dramatique
- Vikings
  - 13 Reasons Why
  - The Affair
  - The Handmaid's Tale : La Servante écarlate (The Handmaid's Tale)
  - Mindhunter
  - Taboo

#### Meilleure série télévisée musicale ou comique
- GLOW
  - Atypical
  - Baskets
  - Claws
  - Orange Is the New Black
  - This Is Us
  - Veep

#### Meilleure série télévisée de genre
- Game of Thrones
  - American Gods
  - The Leftovers
  - Legion
  - Outlander
  - Stranger Things

#### Meilleure mini-série ou meilleur téléfilm
- Big Little Lies
  - Feud: Bette and Joan
  - Guerrilla
  - Rillington Place
  - When We Rise
  - The Young Pope

#### Meilleur acteur dans une série télévisée dramatique ou une série de genre
- Jonathan Groff – Mindhunter
  - Brendan Gleeson – Mr. Mercedes
  - Tom Hardy – Taboo
  - Sam Heughan – Outlander
  - Ewan McGregor – Fargo (saison 3)
  - Harry Treadaway – Mr. Mercedes

#### Meilleure actrice dans une série télévisée dramatique ou une série de genre
- Elisabeth Moss – The Handmaid's Tale : La Servante écarlate
  - Caitriona Balfe – Outlander
  - Carrie Coon – The Leftovers
  - Maggie Gyllenhaal – The Deuce
  - Katherine Langford – 13 Reasons Why
  - Ruth Wilson – The Affair

#### Meilleur acteur dans une série télévisée musicale ou comique
- William H. Macy – Shameless
  - Aziz Ansari – Master of None
  - Zach Galifianakis – Baskets
  - Neil Patrick Harris – Les Désastreuses Aventures des orphelins Baudelaire (A Series of Unfortunate Events)
  - John Lithgow – Trial & Error
  - Thomas Middleditch – Silicon Valley

#### Meilleure actrice dans une série télévisée musicale ou comique
- Niecy Nash – Claws
  - Alison Brie – GLOW
  - Kathryn Hahn – I Love Dick
  - Ellie Kemper – Unbreakable Kimmy Schmidt
  - Julia Louis-Dreyfus – Veep
  - Issa Rae – Insecure

#### Meilleur acteur dans une mini-série ou un téléfilm
- Robert De Niro – The Wizard of Lies
  - Benedict Cumberbatch – Sherlock
  - Jude Law – The Young Pope
  - Ewan McGregor – Fargo
  - Tim Pigott-Smith – King Charles III

#### Meilleure actrice dans une mini-série ou un téléfilm
- Nicole Kidman – Big Little Lies
  - Joanne Froggatt – Dark Angel
  - Jessica Lange – Feud - Bette and Joan
  - Elisabeth Moss – Top of the Lake: China Girl
  - Michelle Pfeiffer – The Wizard of Lies
  - Susan Sarandon – Feud - Bette and Joan

#### Meilleur acteur dans un second rôle dans une série, téléfilm ou mini-série
- Michael McKean – Better Call Saul
  - Louie Anderson – Baskets
  - Christopher Eccleston – The Leftovers
  - Alexander Skarsgård – Big Little Lies
  - Lakeith Stanfield – War Machine
  - Stanley Tucci – Feud - Bette and Joan

#### Meilleure actrice dans un second rôle dans une série, téléfilm ou mini-série
- Ann Dowd – The Handmaid's Tale : La Servante écarlate
  - Danielle Brooks – Orange Is the New Black
  - Judy Davis – Feud - Bette and Joan
  - Laura Dern – Big Little Lies
  - Regina King – American Crime
  - Shailene Woodley – Big Little Lies

#### Meilleure distribution
- Poldark

### Prix spéciaux
- Auteur Award : Greta Gerwig (for singular vision and unique artistic control over the elements of production)
- Humanitarian Award : Stephen Chbosky (for making a difference in the lives of those in the artistic community and beyond)
- Mary Pickford Award : n/a (for outstanding contribution to the entertainment industry)
- Nikola Tesla Award : Robert Legato (for visionary achievement in filmmaking technology)
- Meilleur premier film : John Carroll Lynch pour (Lucky

## Statistiques

### Nominations multiples

#### Cinéma
- 11 : Dunkerque
- 10 : La Forme de l'eau
- 6 : Lady Bird et Three Billboards : Les Panneaux de la vengeance
- 4 : Les Heures sombres, Get Out, Mudbound, Blade Runner 2049 et La Planète des singes : Suprématie
- 3 : Call Me by Your Name, The Florida Project, Moi, Tonya, Phantom Thread, Confident royal et Wonder Woman
- 2 : The Big Sick, Coco, Cries from Syria, The Disaster Artist, In the Fade, Le Grand Jeu et Le Musée des Merveilles

#### Télévision
- 5 : Feud: Bette and Joan et Big Little Lies
- 3 : The Handmaid's Tale : La Servante écarlate, The Leftovers, Outlander et The Wizard of Lies
- 2 : 13 Reasons Why, The Affair, Claws, GLOW, King Charles III, Mindhunter, Mr. Mercedes, Orange Is the New Black, Taboo, War Machine et The Young Pope